# Martha Galarraga « Martica »
Pour les articles homonymes, voir Galarraga.
 (août 2022).
Si vous disposez d'ouvrages ou d'articles de référence ou si vous connaissez des sites web de qualité traitant du thème abordé ici, merci de compléter l'article en donnant les références utiles à sa vérifiabilité et en les liant à la section « Notes et références ».
Martha Galarraga « Martica » est une chanteuse cubaine.

## Biographie
Martha Galarrage est issue d’une famille d’artistes reconnus dans la tradition musicale YORUBA de la Santeria à la Havane.
À la fin de ses études secondaires, elle intègre le Conjunto Nacional Folklorico de la Havane où son père, membre fondateur du Conjunto éminent batalero officie en qualité de chanteur, pianiste, danseur. Sa mère lui transmettra le goût pour le boléro.
Son appartenance au Conjunto marque le début de sa carrière professionnelle. Les représentations qu’elle donne sur la scène extérieure du ballet à la demande de ses aficionados parallèlement à celles du théâtre MELLA, la confortent dans la perspective d’une carrière de plus grande envergure, tout en continuant à accompagner les cérémonies religieuses dans les quartiers.
Elle y chante danse tous les rythmes traditionnels et populaires : Yoruba, Congo Ararà, Tumba Francesca, Franco Haitiano, Gaga, Caravali, Rumba, Son, Chachacha. Elle y restera de 1990 à 1998.
Son départ de Cuba l’amène en Allemagne où elle va travailler à ses premières productions musicales, en collaboration étroite avec le conservatoire de Rotterdam tout en chantant dans un groupe de salsa « Macumbachè » à Frankfort.
En 2000, sa rencontre avec Omar Sosa, que Martha ne cessera de qualifier de merveilleuse sur le plan musical et humain, l’amènera sur toutes les grandes scènes internationales : le Japon, le Maroc, Porto Rico, le Brésil, pendant 4 années, entourée des plus grands musiciens à commencer par Omar Sosa lui-même au piano et Gustavo Ovalles aux percussions.
Deux albums où Marta va exceller aux côtés de ses compagnons seront commis : Prietos et Sentir.
Lorsque sa route se sépare de celle d’Omar Sosa, elle continue sur sa lancée et en 2004, Marseille l’accueillera pour une tournée de « Chants Noël latino-américains » avec Simon Bolzinger, son pianiste marseillais, dans une quinzaine d’églises.
C’est encore avec ce même pianiste que dans sa dernière œuvre baptisée Galarumba, Marta Galarraga nous gratifie d’un répertoire inédit où, chants et percussions afro-vénézuéliens et afro-cubains se lovent dans les rythmes de la soul, du funk, du reggae, de la bossa nova, le tout délicieusement rehaussé d’un soupçon de jazz.
Son énergie fougueuse, sa voix puissante et ses profondes connaissances de la tradition fondent sa réputation parmi les plus grands interprètes de musique afro-cubaine.
Marta a donné plusieurs concerts depuis 3 ans, Galarumba, ou en formation Jazz, ou bien encore avec les chants traditionnels, tous avec un réel succès.
Elle a également effectué un projet musical avec l’orchestre philharmonique à l’opéra Bastille à Paris. Martha prépare actuellement son nouvel album de Boléro.

## Martica y su Galarumba
Avec un répertoire inédit, Galarumba offre un savoureux mélange de chants, de percussions et de rythmes traditionnels afro-cubains, mêlés aux musiques actuelles (funk, soul, reggae et bossa) et au jazz, pour une traversée revisitée des chants ancestraux latino-américains. Galarumba est mené par la voix chaude et féline de Martha Galarraga, qui grâce à son énergie fougueuse, sa voix puissante et ses profondes connaissances de la tradition propose, un pétillant cocktail mêlant folklore Yoruba, bossa, jazz, funk, salsa et boléros.
Elle prête sa voix et son talent en réunissant autour d’elle le pianiste Simon Bolzinger du groupe Zumbao à Marseille, le bassiste Felipe Cabrera, le maître de tambours Batàs Javier Campos et le batteur cubain Lukmil Perez.

## Discographie
- Sentir – Omar SOSA (Ota Records Night and Day)
- Prietos- Omar SOSA (idem)
- Puros- Omar SOSA (idem)
- Evidence From El Cayo – Felipe CABRERA (Win Win)
- Cheba – Bayuba CANTE (Network Med Harmonia Mundi)
- Orumila Dance- Bayuba CANTE (idem)
- Homenaje a Regino GIMENEZ (Paris France)
- Iyabakuà – Afrekete (IAIC Pan- Record Holland)
- Santeria – Oba ilù
- Chants de Noël latino-américains- Simon BOLDZINGER

## Scènes
De 1997 à 2000
- SEMAINE AFRO LATINA – Allemagne
- RITMONDIALE - KOBLENZ – Allemagne
- ECOLE  DE MUSIQUE – KAISERLAUTERN – Allemagne
- BIMAC PRODUCTION DE MUSIQUE DU MONDE – AMSTERDAM – Hollande

De 1990 à 1998
- CONJUNTO FOLKLORICO DE CUBA – Corée – Chine – Mexico – Espagne – USA –
- Gouadeloupe– Canaries

De 1999 à 2003
- GIRA OMAR SOSA – Europa – Turquie – USA

De 2003 à 2008
- Cité de la musique- Marseille
- La notte di San Lorenzo- Milan
- Festival des femmes du monde- Paris
- Festival Cuba Color- St Yrieix
- El Triton- Les Lilas
- Le Baltazar-Marseille
- Les voix d’Or de la Havane- Paris
- Errobiko festival-itxassou
- Cubaila café- Marseille
- Concert au musée du quai Branly- Paris
- Babel Med- Marseille